# Geraldo Dutra Pereira
Geraldo Dutra Pereira, detto Geraldão (Governador Valadares, 24 aprile 1963), è un allenatore di calcio ed ex calciatore brasiliano, di ruolo difensore.

## Caratteristiche tecniche
Giocava come difensore centrale. 
Era conosciuto per il suo stile di gioco ruvido e per la sua grande forza fisica. Aveva una buona tecnica e segnò diversi gol per il Porto su calcio di punizione.

## Carriera

### Club
Debuttò nel Cruzeiro Esporte Clube nel 1986, venendo convocato in Nazionale l'anno successivo dal commissario tecnico Carlos Alberto Silva. Sempre nel 1987 si trasferì al Porto dove successivamente avrebbe anche ricoperto il ruolo di dirigente sportivo. Alla fine di gennaio 1991 la dirigenza del Porto, con presidente Jorge Nuno Pinto da Costa, decise di cedere il giocatore, sostenendo che stesse avendo dei contatti con i rivali del Benfica. Un mese e mezzo dopo, il Porto era in una situazione rischiosa in campionato, visto che aveva perso la testa della classifica a favore proprio del Benfica. Proprio il presidente Pinto da Costa sollecitò quindi il ritorno del difensore, che si trovava in Brasile, e il Porto vinse poi il campionato.
Subì un grave infortunio nel 1987 quando aveva solo 22 anni, che con il passare degli anni si aggravò. A causa di tale infortunio, Geraldão concluse prematuramente la carriera nel 1993, a 30 anni.

### Nazionale
Con la Nazionale di calcio del Brasile e giocò alla Copa América 1987. In tutto ha collezionato 9 presenze con la maglia del Brasile.

### Allenatore
Dopo tre anni passati fuori dal mondo del calcio, curando affari personali come la sua tenuta di Governador Valadares, Geraldão tornò nel 1996 quando si laureò alla Escola de Educação Física do Exército di Rio de Janeiro. Iniziò quindi la nuova carriera allenando l'Ipatinga nel 1997, allenando poi la squadra riserve del Porto, e nel 2005 il CRB.

## Palmarès

### Giocatore

#### Club

##### Competizioni statali
- Campionato Mineiro: 1

Cruzeiro: 1987

##### Competizioni nazionali
- Campionato portoghese: 3

Porto: 1987-1988, 1989-1990, 1991-1992
- Coppa del Portogallo: 2

Porto: 1987-1988, 1990-1991
- Supercoppa di Portogallo: 2

Porto: 1988, 1990

##### Competizioni internazionali
- Coppa Intercontinentale: 1

Porto: 1987
- Supercoppa UEFA: 1

Porto: 1987

#### Nazionale
- Giochi panamericani: 1

Indianapolis 1987
- Coppa Stanley Rous: 1

1987